# High-Ballin'
High-Ballin (Brasil: A Estrada do Medo ) é um filme de drama produzido no Canadá, dirigido por Peter Carter e lançado em 1978.